# Santo Domingo Ocotitlán
Santo Domingo Ocotitlán es una localidad del estado mexicano de Morelos. Es parte del municipio de Tepoztlán.

## Toponimia
El nombre «Santo Domingo» hace referencia al santo patrono de la localidad: Domingo de Guzmán. El nombre «Ocotitlán» proviene de los términos en náhuatl: ocotl, ocote; titlan, lugar rodeado. Su significado es «Lugar rodeado de ocotes».

## Demografía
| Gráfica de evolución demográfica |
|                                  |

| Censo | Población |
| ----- | --------- |
| 1900  | 1039      |
| 1910  | 1104      |
| 1921  | 274       |
| 1930  | 346       |
| 1940  | 444       |
| 1950  | 403       |
| 1960  | 590       |
| 1970  | 377       |
| 1980  | 744       |
| 1990  | 1030      |
| 2000  | 1317      |
| 2010  | 1541      |
| 2020  | 1799      |